# Хомицид
Хомицид (лат. homicid; homo - човек + cide - сећи) је у најширем смислу свако људско дело које за непосредну последицу има смрт друге особе. У ужем смислу убиство је одузимање људског живота противно праву, па се често као дефиниција наводи противправно лишавање, односно противправно одузимање живота. Готово све државе у својим правним системима убиство сматрају једним од најтежих злочина, те га у складу с тиме регулишу.
За убиство је потребан само вољни чин или пропуст који узрокује смрт другог, и стога убиство може бити резултат случајних, безобзирних или нехатних радњи чак и ако нема намере да се повреди неко. Хомициди се могу поделити у многе правне категорије које се преклапају, као што су убиство, убиство из нехата, оправдано убиство, атентат, убиство у рату (било у складу са законима рата или као ратни злочин), еутаназија и смртна казна, у зависности од околности догађаја смрти. Ове различите врсте убистава се често веома различито третирају у људским друштвима; неке се сматрају злочинима, док су друге дозвољене или чак наређене правним системом.

## Криминалитет
Кривично убиство има много облика укључујући случајно убиство или убиство. Кривично убиство је подељено у две широке категорије, убиство и убиство из нехата, на основу стања свести и намере особе која је извршила убиство.
Извештај који је издала Канцеларија Уједињених нација за дрогу и криминал у јулу 2019. године документовао је да је скоро 464.000 људи широм света убијено у убиствима у 2017. години, што је број који је знатно већи од 89.000 убијених у оружаним сукобима током истог периода.

### Убиство
Убиство је најтежи злочин за који се може починилац оптужити након убиства. У многим јурисдикцијама, убиство може бити кажњено доживотним затвором или чак смртном казном. Иако се категорије убиства могу разликовати у зависности од надлежности, оптужбе за убиство спадају у две широке категорије:
- Убиство првог степена: умишљајно, противправно, намерно убиство друге особе.
- Убиство другог степена: Намерно, противправно убиство друге особе, али без икаквог предумишљаја.

У неким јурисдикцијама, убиство које се догоди током извршења опасног злочина може представљати убиство, без обзира на намеру актера да изврши убиство. У Сједињеним Државама, ово је познато као правило о кривичном делу убиства. Једноставније речено, према правилу о тешком убиству, особа која почини кривично дело може бити крива за убиство ако неко умре услед извршења кривичног дела, укључујући жртву кривичног дела, посматрача или саучесника, без обзира на њихове намере – или недостатак исте – да убије, те чак и када је смрт последица радњи саокривљеног или трећег лица које реагује на злочин.

### Убиство из нехата
Убиство из нехата је облик убиства у којем особа која изврши убиство било нема намеру да убије жртву, или убије жртву као резултат околности које би изазвале да разумна особа постане емоционално или ментално поремећена до те мере да потенцијално изгуби контролу над својим поступцима. Понекад се каже да је разлику између убиства и убиства из нехата први разграничио древни атински законодавац Дракон у 7. веку пре нове ере. Казна за убиство из нехата је обично мања од казне за убиство. Две широке категорије убиства из нехата су:
- Добровољно убиство из нехата: намерно, непредвиђено убиство друге особе као резултат поремећеног стања ума или жара страсти.
- Ненамерно убиство из нехата: ненамерно убиство друге особе кроз чин безобзирности који показује равнодушност према животима и безбедности других, или чин немара за који се разумно може предвидети да ће довести до смрти. Чин који резултира смрћу може бити намеран, као што је гурање некога у љутњи, али њихова смрт (као што је накнадно пао, ударио главу и претрпио смртоносну повреду главе) није.

Други облик убиства из нехата у неким јурисдикцијама је конструктивно убиство из нехата, за које се може оптужити починитељ ако проузрокује смрт без намере, али као резултат кршења важног закона или прописа о безбедности.

### Законити изговор
Нису сва убиства кривична дела, нити су предмет кривичног гоњења. Нека су законски привилегована, што значи да уопште нису кривична дела. Други могу настати под околностима које окривљеном пружају потпуну или делимичну одбрану од кривичног гоњења. Уобичајене одбране укључују:
- Самоодбрана: док је већина убистава цивила кривично гоњена, право на самоодбрану (често укључујући право на одбрану других)[11] је широко признато, укључујући, у тешким околностима, употребу смртоносне силе.[12]
- Душевна неспособност: Окривљени може покушати да докаже да није кривично одговоран за убиство због психичког поремећаја. У неким јурисдикцијама, ментално неспособне убице могу бити невољно хоспитализоване уместо кривичног суђења. Ментално здравље и развој се често узимају у обзир приликом изрицања казне. На пример, у Сједињеним Државама смртна казна се не може применити на осуђене убице са интелектуалним инвалидитетом.[13]
- Одбрана деце – Мала деца се не сматрају кривично одговорном пре узраста кривичне одговорности. Суд за малолетнике може поступати са окривљенима изнад овог старосног узраста, али испод законске године пунолетства, мада зато што је убиство озбиљан злочин, неки старији малолетници се терете у правосудном систему за одрасле. Старост се понекад такође узима у обзир приликом изрицања казне чак и ако је починилац довољно стар да сноси кривичну одговорност.
- Оправдано убиство или привилегија: С обзиром на околности, иако се убиство догоди, чин убиства није противправан. На пример, убиство на бојном пољу током рата је обично законито, или полицајац може пуцати у опасног осумњиченог да би заштитио свој живот или животе и безбедност других.

Доступност одбране за кривичну оптужбу након убиства може утицати на стопу убистава. На пример, сугерисано је да је доступност одбране по основу „стојати на своме“ довела до повећања стопе убистава у америчким јурисдикцијама које признају такву одбрану, укључујући Флориду.